# Kebondalem (Pemalang)
Kebondalem is een plaats en bestuurslaag (kelurahan) in het regentschap Pemalang van de provincie Midden-Java, Indonesië. Kebondalem telt 17.011 inwoners (volkstelling 2010).